# Kurt Helmudt
Kurt Helmudt, född 7 december 1943 i Köpenhamn, död 7 september 2018, var en dansk roddare.
Helmudt blev olympisk guldmedaljör i fyra utan styrman vid sommarspelen 1964 i Tokyo.